# Kalao (Burkina Faso)
Pour les articles homonymes, voir Kalao.
Kalao est une commune rurale située dans le département de Silly de la province de Sissili dans la région du Centre-Ouest au Burkina Faso.